# Metabolos decipiens
Metabolos decipiens är en måreväxtart som först beskrevs av George Henry Kendrick Thwaites, och fick sitt nu gällande namn av Colin Ernest Ridsdale. Metabolos decipiens ingår i släktet Metabolos och familjen måreväxter.
Artens utbredningsområde är Sri Lanka. Inga underarter finns listade i Catalogue of Life.